# T-BOLAN BEST LIVE & CLIPS
『T-BOLAN BEST LIVE & CLIPS』は、ビーイングからリリースされたT-BOLANのライブ＆ミュージック・ビデオ集である。

## 概要
ビーイングより発売された『BEST LIVE & CLIPS』シリーズのひとつ。解散時に発売された「FINAL BEST LIVE HEAVEN 〜LIVE&CLIPS〜」はPVとライブ映像がバラバラに混じっており、映像集としては決定版と言えなかった。本作ではデビューシングル「悲しみが痛いよ」から解散前のシングル「Be Myself」までの全シングルのPV収録が実現、「FINAL BEST LIVE HEAVEN 〜LIVE&CLIPS〜」発売時点で未商品化だったライブ映像も多数収録され、音源もZARDなどビーイング作品のミックスを数多く手掛ける島田勝弘によってリマスタリングされているため、映像集の決定版となっている。

## 収録曲

### Disc 1 - BEST LIVE -
「BEST LIVE&CLIPS」シリーズの他作と同様に、どこで収録されたライブ映像であるかのクレジットは、ジャケットには記載されておらず、公式サイト・歌詞カード・あるいは「BEING LEGEND Live Tour 2012」の特設サイトでのみ確認可能である。1～4曲目収録の「1st TOUR "First Live"」のライブ映像は完全初公開で初商品化。
1. 悲しみが痛いよ (T-BOLAN 1st TOUR "First Live"　1992/4/23 新宿日清パワーステーション)
2. JUST ILLUSION (T-BOLAN 1st TOUR "First Live"　1992/4/23 新宿日清パワーステーション)
3. サヨナラから始めよう (T-BOLAN 1st TOUR "First Live"　1992/4/23 新宿日清パワーステーション)
4. 離したくはない (T-BOLAN 1st TOUR "First Live"　1992/4/23 新宿日清パワーステーション)
5. じれったい愛 (T-BOLAN 3rd TOUR "SO BAD"　1992/12/26 渋谷公会堂)
6. 薔薇色の悪女 (T-BOLAN 3rd TOUR "SO BAD"　1992/12/26 渋谷公会堂)
7. Bye For Now (T-BOLAN 3rd TOUR "SO BAD"　1992/12/26 渋谷公会堂)
8. すれ違いの純情 (T-BOLAN 4th Tour “LIVE HEAVEN 1993 -HEART OF STONE”　1993/7/2 渋谷公会堂)
9. おさえきれない この気持ち (T-BOLAN 4th Tour “LIVE HEAVEN 1993 -HEART OF STONE”　1993/7/2 渋谷公会堂)
10. 刹那さを消せやしない (T-BOLAN 4th Tour “LIVE HEAVEN 1993 -HEART OF STONE”　1993/7/2 渋谷公会堂)
11. 傷だらけを抱きしめて (T-BOLAN 4th Tour “LIVE HEAVEN 1993 -HEART OF STONE”　1993/7/2 渋谷公会堂)
12. SO BAD (T-BOLAN 3rd TOUR "SO BAD"　1992/12/26 渋谷公会堂)
13. あふれ出る感情 (T-BOLAN 3rd TOUR "SO BAD"　1992/12/26 渋谷公会堂)
14. 瑠璃色のため息 (T-BOLAN 3rd TOUR "SO BAD"　1992/12/26 渋谷公会堂)
15. 泥だらけのエピローグ (T-BOLAN 5th Tour “LIVE HEAVEN '93-'94 -LOOZ-”　1994/3/19 中野サンプラザ)
16. わがままに抱き合えたなら (T-BOLAN 5th Tour “LIVE HEAVEN '93-'94 -LOOZ-”　1994/3/19 中野サンプラザ)
17. 遠い恋のリフレイン (T-BOLAN 4th Tour “LIVE HEAVEN 1993 -HEART OF STONE”　1993/7/2 渋谷公会堂)
18. Only Lonely Crazy Heart (T-BOLAN 4th Tour “LIVE HEAVEN 1993 -HEART OF STONE”　1993/7/2 渋谷公会堂)
19. My life is My way (T-BOLAN 5th Tour “LIVE HEAVEN '93-'94 -LOOZ-”　1994/3/19 中野サンプラザ)
20. びしょ濡れの優しさの中 (T-BOLAN 5th Tour “LIVE HEAVEN '93-'94 -LOOZ-”　1994/3/19 中野サンプラザ
21. Heart of Gold (T-BOLAN 4th Tour “LIVE HEAVEN 1993 -HEART OF STONE”　1993/7/2 渋谷公会堂)

### Disc 2 - BEST CLIPS -
1. 悲しみが痛いよ
  - フルサイズでの収録。
2. 離したくはない
  - フルサイズでの収録。
3. JUST ILLUSION
  - フルサイズでの収録。
4. サヨナラから始めよう
  - ライブでの演奏シーンとライブ映像のスローモーションを混合して収録。フルサイズで収録。
5. じれったい愛
  - 大規模倉庫の一角で演奏する映像に全編モノクロの効果を付けている。フルサイズでの収録。
6. Bye For Now
  - ニューヨークで撮影された歌唱映像・メンバーが街を闊歩するイメージ映像にライブ映像を混合させてPVとしている。フルサイズでの収録。
7. おさえきれない この気持ち (TVオンエア・サイズ)
  - 今作から1993年の「No.」「CD NEWS」が開始した時期に該当し、ショートPVが増えてくる。メンバーのイメージ画像が多く、歌唱映像は入っていない。
8. すれ違いの純情
  - 「No.」「CD NEWS」の放送時期としては貴重なフルサイズで制作されている。ただし様々なメンバーの動く動画が中心で歌唱映像は入っていない。
9. 刹那さを消せやしない (TVオンエア・サイズ)
  - 1993年当時のビーイングアーティストのPVの傾向だった、レコーディングスタジオでの歌唱映像や談笑映像をPVとして制作。
10. 傷だらけを抱きしめて (TVオンエア・サイズ)
  - 「刹那さを消せやしない」の両A面曲。こちらも同様にレコーディングスタジオでの1番全ての歌唱映像をPVとして収録。
11. わがままに抱き合えたなら
  - ライブでの歌唱映像やライブ準備をするメンバーの映像・レコーディングスタジオでのサビの歌唱映像などを混合させて1番のPVとして制作。1番のPVは「No.」で放送されていた映像をほぼそのまま収録。2番ではニューヨークで撮影された映像のアウトテイクを収録し、2番サビ終了後映像がフェイドアウトする。
12. LOVE
  - 「JUST ILLUSION」以来の本格的に制作されたフルPV。1番ではひまわりに囲まれて演奏するメンバーの映像を中心に、「LOVE」には2番が存在しないためそのままサビに入り、炎に包まれる森友の歌唱映像を中心に収録。
13. マリア (TVオンエア・サイズ)
  - 「マリア」をライブで歌唱する映像を中心に収録。
14. SHAKE IT
  - 初めて屋外でのロケを取り入れた、森友初プロデュースのPV。フルサイズでの収録。
15. 愛のために 愛の中で
  - フルサイズでの収録。
16. Be Myself
  - 解散前の事実上のラストシングル。フルサイズでの収録。
17. Lookin' for the eighth color of the rainbow
  - フルサイズのクリップ。「夏の終わりに Ⅱ」のPVとして制作された。
18. マリア～Acoustic Version～
  - 「夏の終わりに Ⅱ」のリードPVとして収録。フルサイズでの収録。